# Чорна (гміна, Дембицький повіт)
Гміна Чорна (пол. Gmina Czarna) — сільська гміна у східній Польщі. Належить до Дембицького повіту Підкарпатського воєводства.
Станом на 31 грудня 2011 у гміні проживало 12818 осіб.

## Територія
Згідно з даними за 2007 рік площа гміни становила 147.04 км², у тому числі:
- орні землі: 59.00%
- ліси: 31.00%

Таким чином, площа гміни становить 18.94% площі повіту.

## Населення
Станом на 31 грудня 2011:
| Опис     | Загалом | Загалом | Чоловіки | Чоловіки | Жінки | Жінки |
| -------- | ------- | ------- | -------- | -------- | ----- | ----- |
| одиниця  | осіб    | %       | осіб     | %        | осіб  | %     |
| все      | 12818   | 100     | 6365     | 49.66    | 6453  | 50.34 |
| міське   | 0       | 100     | 0        |          | 0     |       |
| сільське | 12818   | 100     | 6365     | 49.66    | 6453  | 50.34 |

## Сусідні гміни
Гміна Чорна межує з такими гмінами: Дембиця, Дембиця, Жиракув, Ліся Ґура, Пільзно, Радґощ, Радомишль-Великий, Скшишув, Тарнув.